# Jobey Thomas
Jobey Wayne Thomas (Charlotte, 24 marzo 1980) è un ex cestista statunitense.
Nella Lega Basket Serie A ha vestito la maglia di Montegranaro, dell'Olimpia Milano, di Varese e di Treviso.

## Carriera
Nella stagione 2006-07 con la Sutor Montegranaro ha realizzato 11,7 punti per partita con il 44,7% da tre punti contribuendo alla salvezza della squadra guidata da Stefano Pillastrini.
Stagione 2007-08 sempre in maglia Montegranaro realizza 16 punti a partita con il 45,6% dall'arco dei tre punti giocando un ruolo importante nella conquista del 4º posto della squadra guidata da coach Alessandro Finelli. Ai play-off la Sutor Montegranaro verrà sconfitta nei quarti di finale per 3-2 dall'Olimpia Milano.
Dopo la buona annata disputata nelle Marche viene ingaggiato da Milano dove viaggia a 10,9 punti per incontro con il 39,6% da tre punti. L'annata trascorsa sotto la guida di Piero Bucchi non è stata entusiasmante così che si trasferisce a Varese dove ritrova Stefano Pillastrini.
Nella stagione 2009-10 in maglia Varese realizza 12,1 punti per incontro tirando con il 41,7% dalla linea dei tre punti concorrendo alla salvezza della sua squadra. La stagione successiva disputa 14 gare chiudendo con 13.1 punti di media per partita.
Nella stagione 2011-12 gioca con la Benetton Treviso allenata da Aleksandar Đorđević.
Il 7 agosto 2012 si trasferisce in Legadue firmando per la neopromossa AcegasAps Trieste. Dopo che l'AcegasAps Trieste lo lascia libero per motivazioni economiche; il 5 febbraio 2013 firma con il Basket Barcellona sempre in Legadue.

## Statistiche nel campionato italiano
Dati aggiornati al 30 giugno 2013
| Stagione                      | Squadra                       | Competizione                  | Partite | Partite | Partite | Statistiche tiro | Statistiche tiro | Statistiche tiro | Altre statistiche | Altre statistiche | Altre statistiche | Altre statistiche | Altre statistiche |
| Stagione                      | Squadra                       | Competizione                  | Pres.   | Titol.  | Minuti  | Tiri da 2        | Tiri da 3        | Liberi           | Rimb.             | Assist            | Rubate            | Stopp.            | Punti             |
| ----------------------------- | ----------------------------- | ----------------------------- | ------- | ------- | ------- | ---------------- | ---------------- | ---------------- | ----------------- | ----------------- | ----------------- | ----------------- | ----------------- |
| 2003-2004                     | Andrea Costa Imola            | Legadue                       | 32      | 31      | 1139    | 110/220          | 110/259          | 76/86            | 98                | 35                | 51                | 3                 | 626               |
| 2004-2005                     | Carife Ferrara                | Legadue                       | 35      | 34      | 1124    | 110/221          | 105/230          | 95/105           | 99                | 45                | 45                | 1                 | 630               |
| 2005-2006                     | Carife Ferrara                | Legadue                       | 37      | 37      | 1302    | 135/263          | 115/261          | 136/148          | 110               | 54                | 71                | 0                 | 751               |
| Totale Basket Club Ferrara    | Totale Basket Club Ferrara    | Totale Basket Club Ferrara    | 72      | 71      |         |                  |                  |                  |                   |                   |                   |                   | 1381              |
| 2006-2007                     | Premiata Montegranaro         | Serie A                       | 34      | 34      | 885     | 62/111           | 76/170           | 45/54            | 85                | 14                | 31                | 1                 | 397               |
| 2007-2008                     | Premiata Montegranaro         | Serie A                       | 39      | 38      | 1211    | 115/217          | 100/218          | 77/91            | 115               | 39                | 55                | 1                 | 607               |
| Totale Società Sportiva Sutor | Totale Società Sportiva Sutor | Totale Società Sportiva Sutor | 73      | 72      |         |                  |                  |                  |                   |                   |                   |                   | 1004              |
| 2008-2009                     | Armani Jeans Milano           | Serie A                       | 33      | 33      | 813     | 68/144           | 65/164           | 28/32            | 58                | 24                | 26                | 0                 | 359               |
| 2009-2010                     | Cimberio Varese               | Serie A                       | 28      | 28      | 804     | 65/135           | 55/132           | 43/45            | 80                | 38                | 35                | 1                 | 338               |
| 2010-2011                     | Cimberio Varese               | Serie A                       | 14      | 14      | 441     | 39/84            | 29/73            | 19/25            | 38                | 35                | 23                | 0                 | 184               |
| Totale Pallacanestro Varese   | Totale Pallacanestro Varese   | Totale Pallacanestro Varese   | 42      | 42      |         |                  |                  |                  |                   |                   |                   |                   | 522               |
| 2011-2012                     | Benetton Treviso              | Serie A                       | 24      | 24      | 725     | 49/110           | 39/112           | 31/34            | 75                | 36                | 19                | 0                 | 246               |
| '12-feb. '13                  | AcegasAps Trieste             | Legadue                       | 15      | 15      | 489     | 58/129           | 33/82            | 41/45            | 68                | 29                | 22                | 0                 | 256               |
| feb. '13-'13                  | Sigma Barcellona              | Legadue                       | 13      | 12      | 397     | 29/63            | 31/65            | 24/32            | 39                | 18                | 10                | 1                 | 175               |
| Totale carriera               |                               |                               |         |         |         |                  |                  |                  |                   |                   |                   |                   |                   |

## Palmarès
- Campionati portoghesi: 2

Benfica: 2014, 2015
- Coppa di Portogallo: 2

Benfica: 2014, 2015
- Supercoppe del Portogallo: 2

Benfica: 2013, 2014
- Coppe di Lega portoghesi / Copa Hugo dos Santos: 1

Benfica: 2014